# Lachen SZ
| SZ ist das Kürzel für den Kanton Schwyz in der Schweiz. Es wird verwendet, um Verwechslungen mit anderen Einträgen des Namens Lachen zu vermeiden. |

Lachen (in der märchlerdeutschen Ortsmundart [lɑχːæ]) ist eine politische Gemeinde und Hauptort des Bezirks March im Schweizer Kanton Schwyz.

## Geographie

Luftbild von Walter Mittelholzer (1919)

Die Gemeinde Lachen liegt am oberen Teil des Zürichsees, dem Obersee. Der höchste Punkt liegt auf 420 m ü. M., der tiefste auf 406 m ü. M. (Seehöhe). Die Gemeindefläche beträgt 519 ha (5,2 km²), wovon 54,7 % auf den Zürichsee entfallen.

## Wirtschaft

### Unternehmen
Lachen ist Sitz des Pharmazie-Unternehmens Octapharma. Die Estée Lauder Companies unterhält in Lachen eine Produktionsstätte für Parfums.

### Tourismus
Im Hintergrund die markanten Gipfel der Wägitaler Voralpen, lädt Lachen nicht nur zum Baden im Zürichsee oder zu einer Schifffahrt ein, sondern ist auch beliebter Ausgangspunkt für leichte Wanderungen bis zu ausgedehnten Berg- oder Skitouren und anspruchsvollen Kletterpartien.
Durch die südöstliche Lage am Ufer des Zürichsees ist Lachen bekannt für den Blick auf einen der schönsten Sonnenuntergänge am ganzen See.

### Verkehr

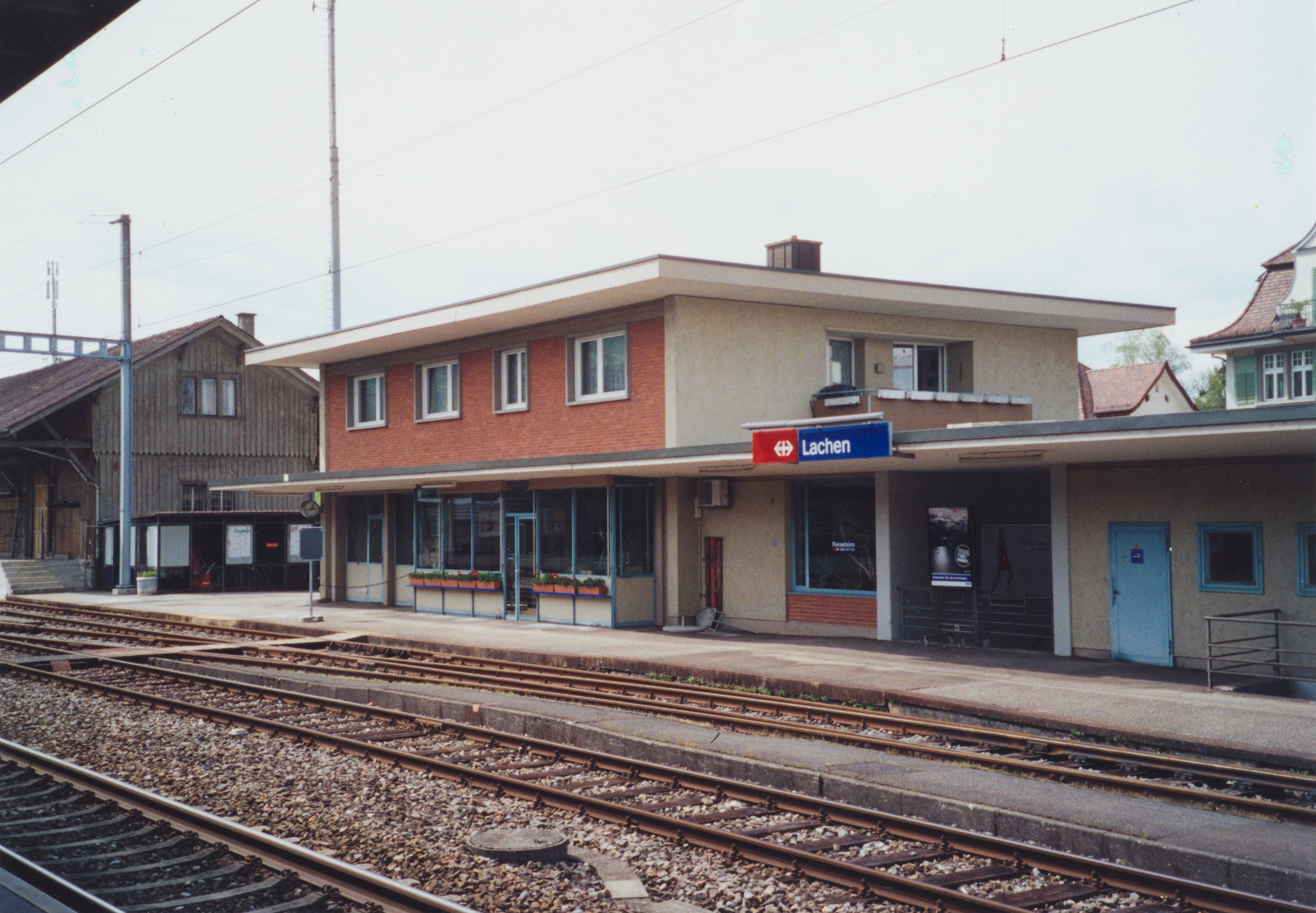
Bahnhof Lachen (2008)

Es gibt Busverbindungen in Richtung Reichenburg und Pfäffikon. Der Bahnhof verfügt über Verbindungen der Schweizerischen Bundesbahnen nach Zürich und in Richtung Ziegelbrücke. Stündlich verkehrt mit der S 25 Zürich HB – Pfäffikon SZ – Glarus – Linthal  (dem ehemaligen Glarner Sprinter) eine Direktverbindung zum Zürcher Hauptbahnhof, zudem hält die S 2 Zürich Flughafen – Zürich HB – Pfäffikon SZ – Ziegelbrücke  und im ZVV-Nachtnetz an Wochenenden hat die SN8 Pfäffikon ZH – Wallisellen – Zürich HB – Thalwil – Lachen  ihren Endpunkt am Bahnhof Lachen. Während der Sommermonate gibt es von der Anlegestelle am See einen fahrplanmässigen Ausflugsverkehr mit der Zürichsee-Schiffahrtsgesellschaft.

## Schulen
Lachen ist Standort der kaufmännischen Berufsschule und der Oberstufenschule.
Ebenfalls gibt es Spielgruppen, Kindergärten und eine Primarschule.

## Geschichte
Der Name Lachen stammt von althochdeutsch lahha «Lache, Sumpf» und bezieht sich auf das sumpfige Ufer am Obersee, an dem Lachen liegt. Die frühere Herleitung von lateinisch ad lacum «am See» wird heute verworfen. Erstmals bezeugt findet sich der Ort 1217 als de Lachun «von Lachen».
Das in einer natürlichen Bucht liegende Lachen hatte schon früh eine grosse Bedeutung für den Markthandel erlangt.
Auf dem Landsgemeindeplatz im Oberdorf tagte im Spätmittelalter und in der Frühneuzeit die Landsgemeinde der Landschaft March. Bis 1999 wurden hier politische Entscheide des Bezirks March beraten.
Der Lachner Primarlehrer Marzell Stählin schrieb über die Gemeinde Lachen viele Gedichte, welche 1985 im Buch «Mys Dorf am Sey» veröffentlicht wurden.

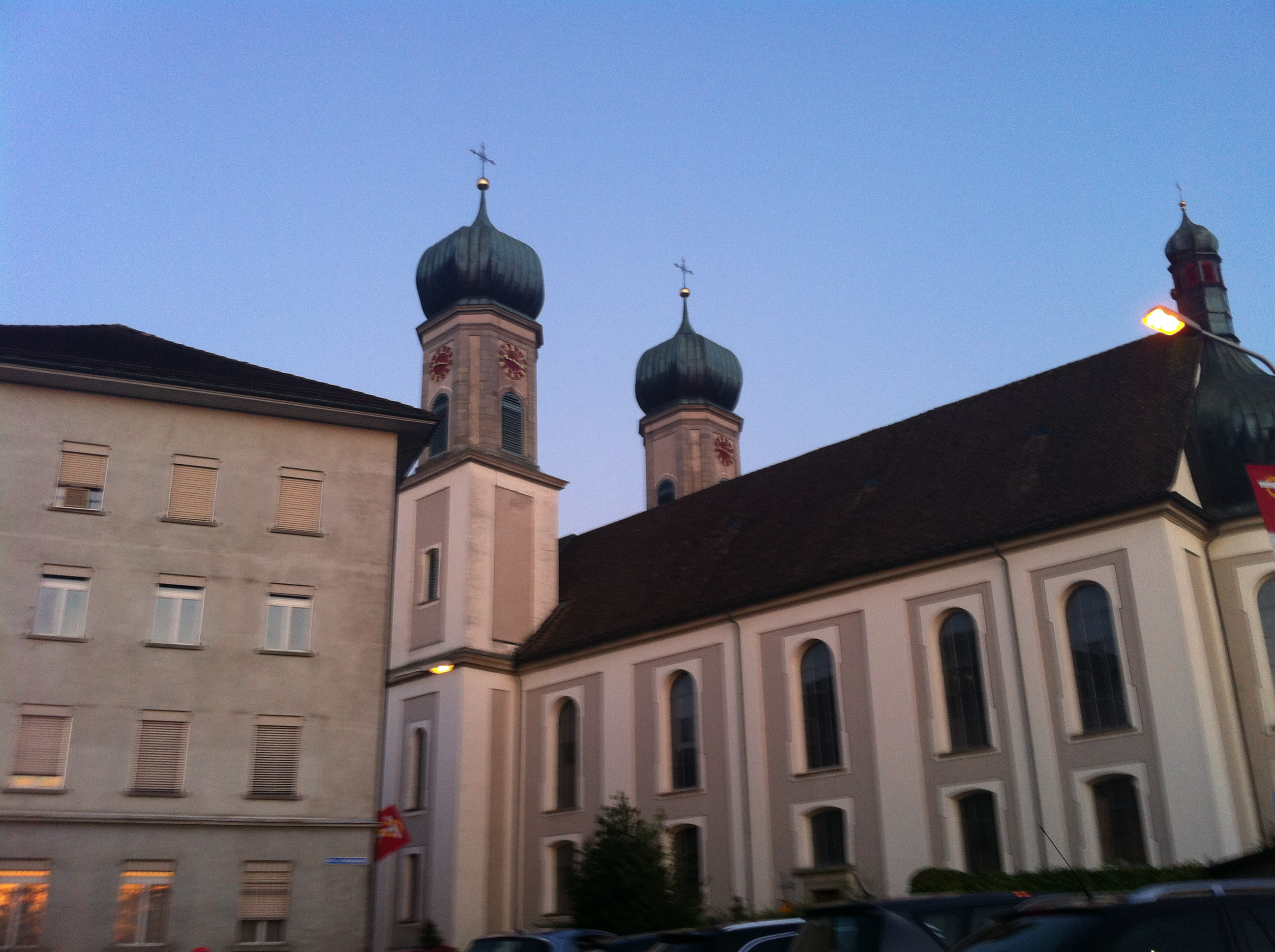
Gemeindeverwaltung und Pfarrkirche (2012)

## Sehenswürdigkeiten
- Katholische Pfarrkirche Heilig Kreuz. Sie wurde 1707–1711 von Peter Thumb, zusammen mit seinem Bruder Gabriel, errichtet. Die Pläne und die Mitarbeit werden dem Einsiedler Klosterarchitekten Bruder Caspar Moosbrugger (1656–1723) zugeschrieben. Im Einsiedler Stiftsarchiv liegen heute noch fünf nicht verwendete Pläne Moosbruggers für die Lachner Pfarrkirche. Die Wandpfeilerkirche mit Doppelturmfassade ist das Erstlingswerk des bei Vertragsschluss 26-jährigen Thumb. Er ist Schwiegersohn von Baumeister Franz Beer von Bleichten, durch dessen Vermittlung er den Auftrag erhielt, und von dessen Pfarrkirche St. Martin in Tannheim (Württemberg) er Anregungen aufnahm. Entscheidendes Vorbild war aber die Wallfahrtskirche Ellwangen-Schönenberg (Baden-Württemberg), die sein Vater Michael Thumb 1681–1683 erbaut hatte.
- Kapelle zur schmerzhaften Muttergottes in «Ried».[8]
- Rathaus der Landschaft March.
- Denkmal für den in Lachen geborenen Komponisten Joachim Raff am Hafen.
- ehemaliger Landsgemeindeplatz der Alten Landschaft March und des Bezirks March. Auf der «Brücke» in der Platzmitte, heute eine gemauerte Terrasse, hatten jeweils die Landes- und späteren Bezirksbehörden Platz genommen.

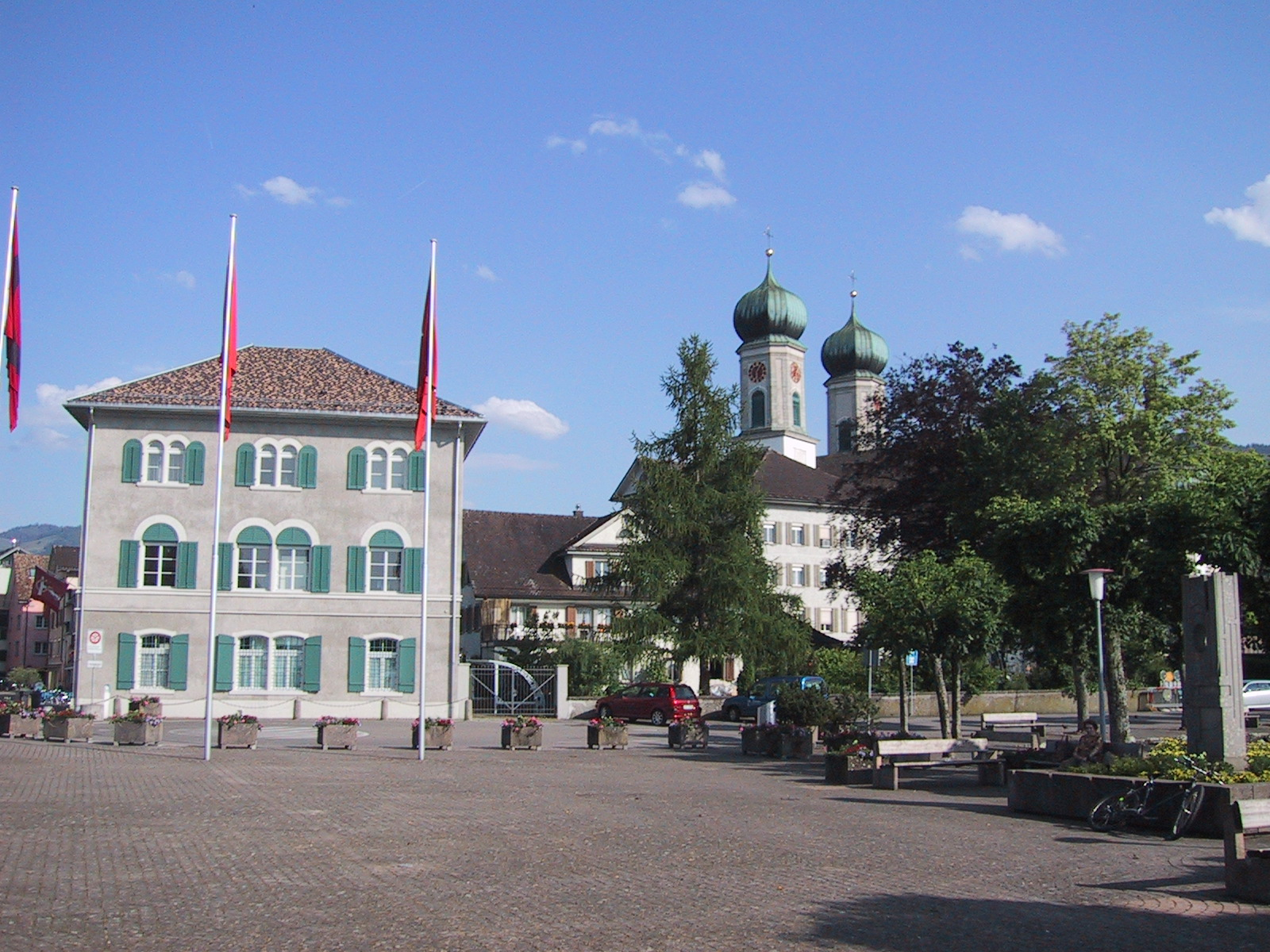
Lachen, Seeplatz. Im Hintergrund die Pfarrkirche Heilig Kreuz (2005).
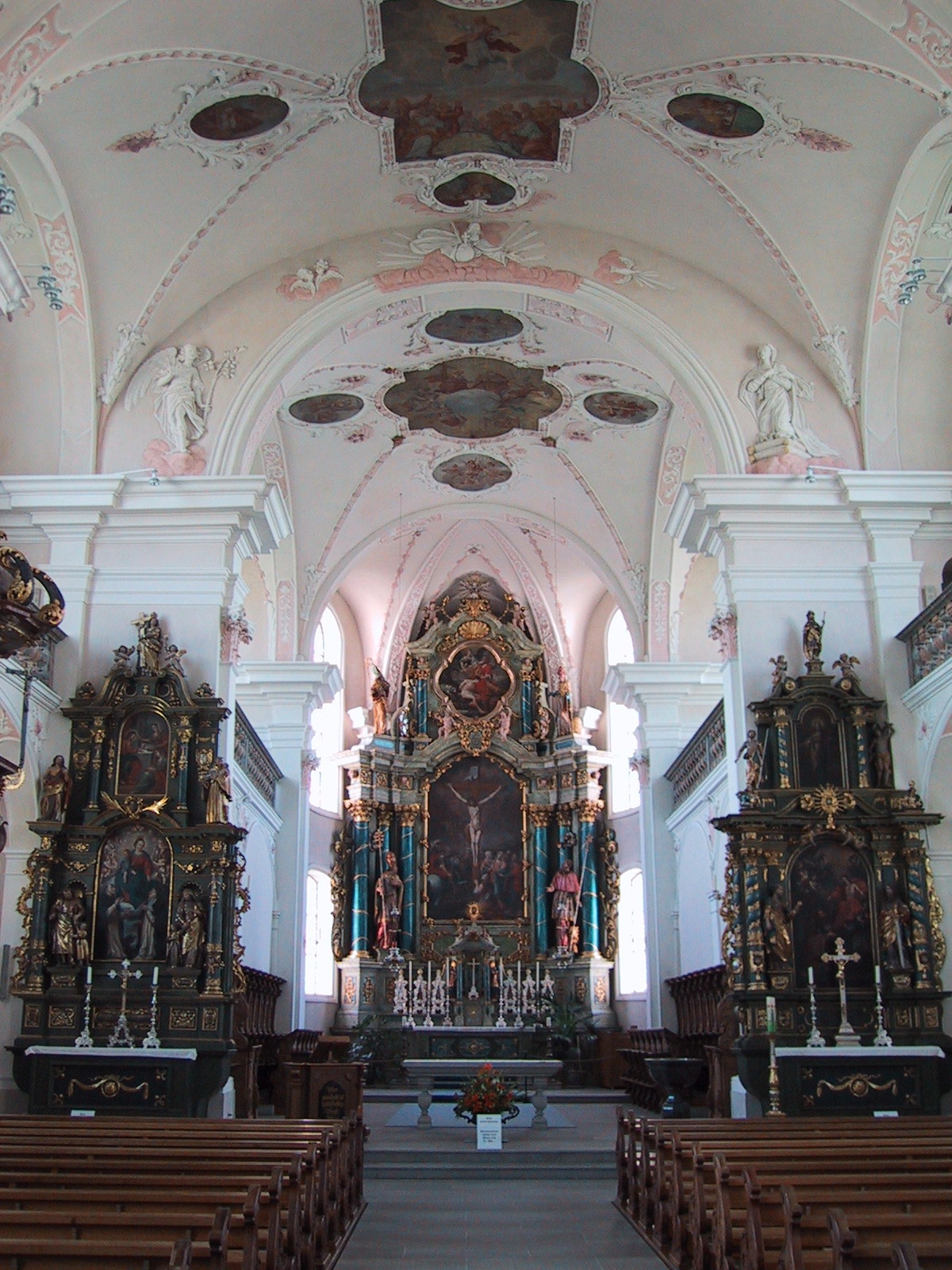
Innenansicht der Pfarrkirche Heilig Kreuz (2005)
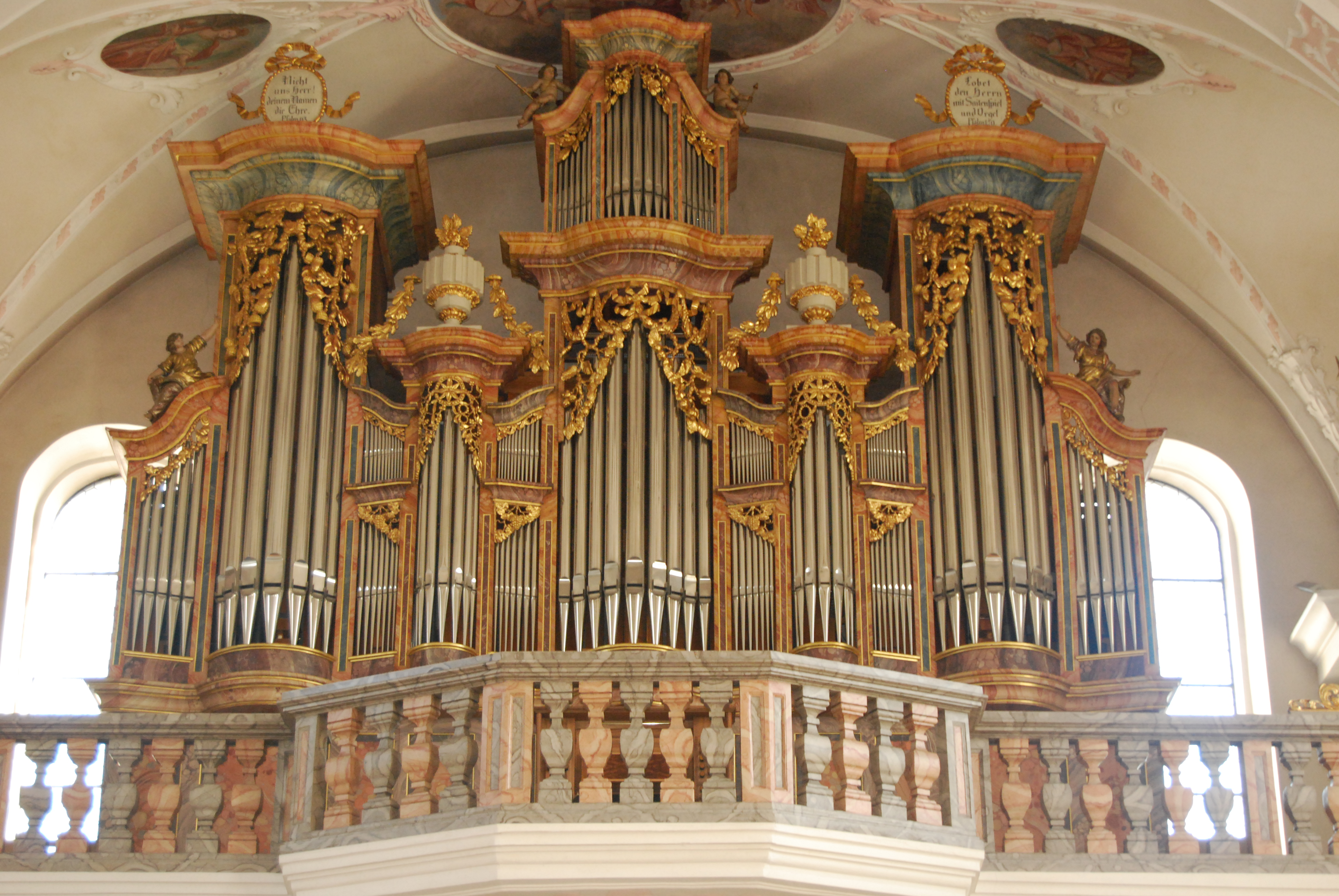
Orgel der Heilig-Kreuz-Kirche (2010)
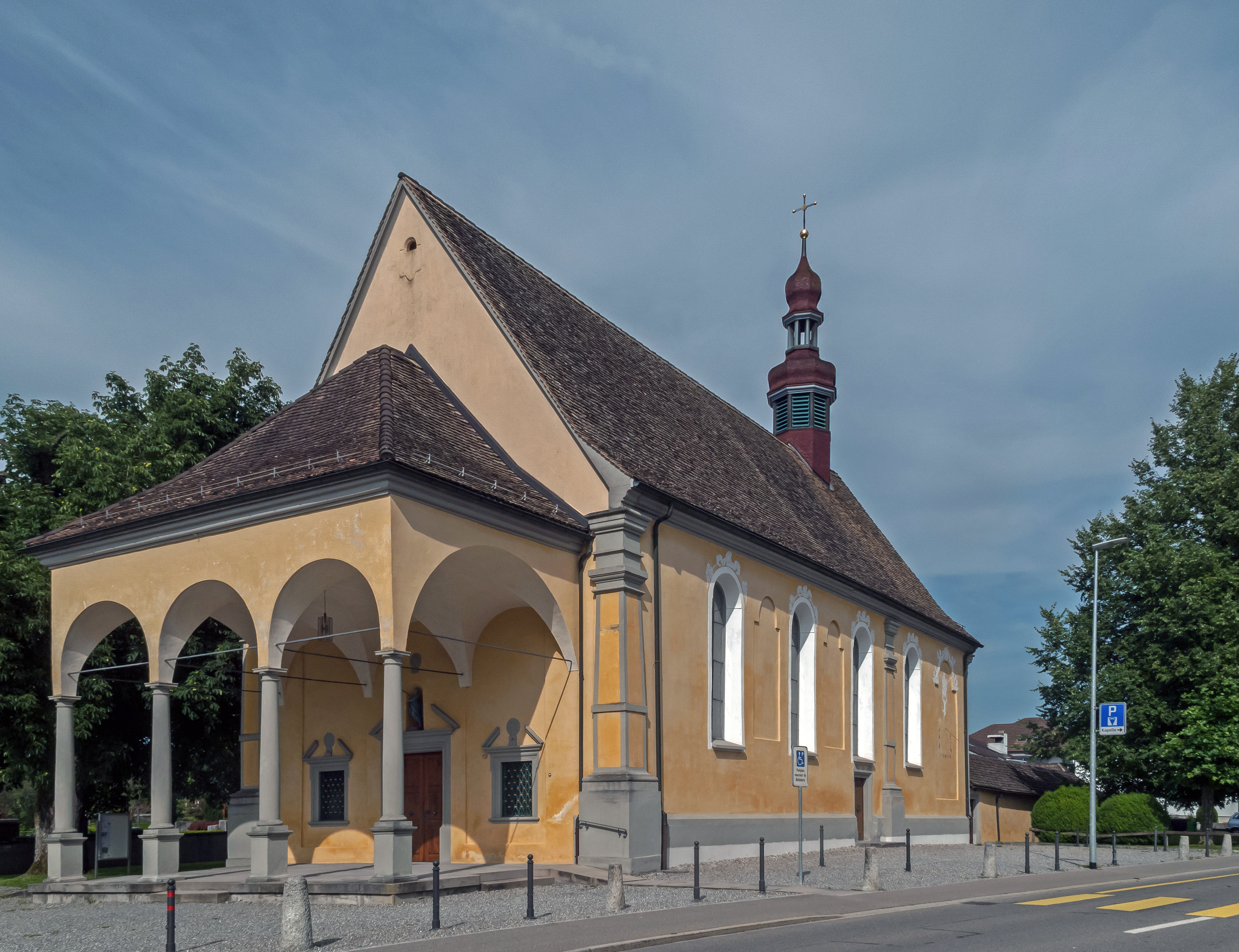
Kapelle zur Schmerzhaften Mutter (2014)
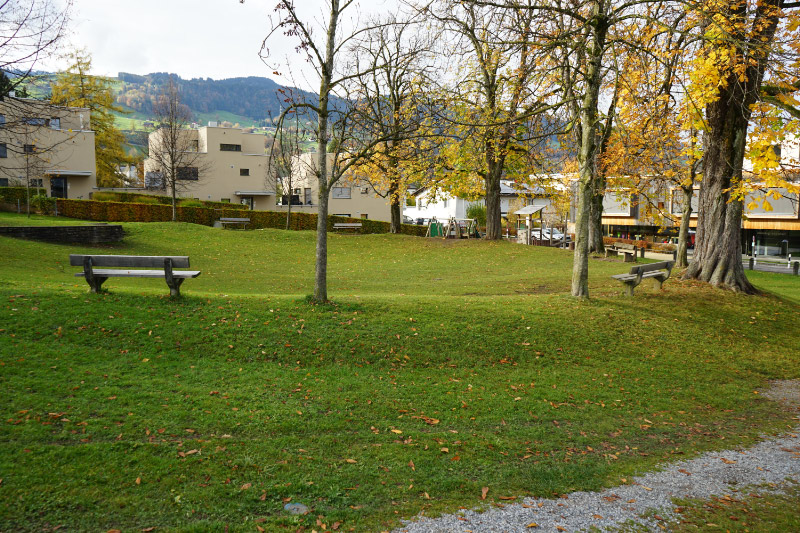
Landsgemeindeplatz mit «Brücke» (2021)

## Persönlichkeiten
- Eberli Bolt († 1525), Täufer
- Sebastian Steinegger (1736–1807), Ordensgeistlicher und Abt des Klosters Wettingen
- Joachim Raff (1822–1882), Komponist und Musikpädagoge
- Josef Anton Georg Büeler (1824–1891), Unternehmer und Politiker
- Marius Beul (1849–1914), Maler
- Josef Anton Ferdinand Büeler (1858–1939), Politiker
- Anna Hirzel-Langenhan (1874–1951), Pianistin und Klavierpädagogin
- Carl August Hegner (1880–1964), Augenarzt und Gründer des Schweizerischen Hilfskomitees für die hungernden Völker
- Heinrich Diethelm (1905–1986), Maler, Restaurator und Larvenentwerfer
- Josef Schibli (1925–2019), Grafiker, Radierer, Zeichenlehrer, Zeichner, Maler und Autor
- Fritz Gallati (1935–2020), Radrennfahrer, in Lachen geboren
- Al Imfeld (1935–2017), Publizist und Schriftsteller
- Anton Bruhin (* 1949), Maler und Musiker
- Paul Vogt (* 1957), Herzchirurg und Hochschullehrer
- Pirmin Schwander (* 1961), Politiker, wohnt in Lachen
- Beat Züger (1961–2023), Schachspieler
- Beat Keller (* 1966), Politiker
- Kaspar Michel (* 1970), Staatsarchivar, Politiker und Regierungsrat
- Patrick Mächler (* 1972), Skilangläufer
- Lars Weibel (* 1974), Eishockeytorhüter
- Alessandro Spezialetti (* 1975), Radrennfahrer
- Maya Bamert (* 1979), Bobfahrerin
- Judith Keller (* 1985), Schriftstellerin
- Beatrice Egli (* 1988), Schlagersängerin
- Roman Güntensperger (* 1991), Fussballspieler
- Mika Mettler (* 2001), Fussballspieler

## Partnerstadt
Seit 1963 unterhält Lachen eine Städtepartnerschaft mit Schramberg in Deutschland.

## Bilder

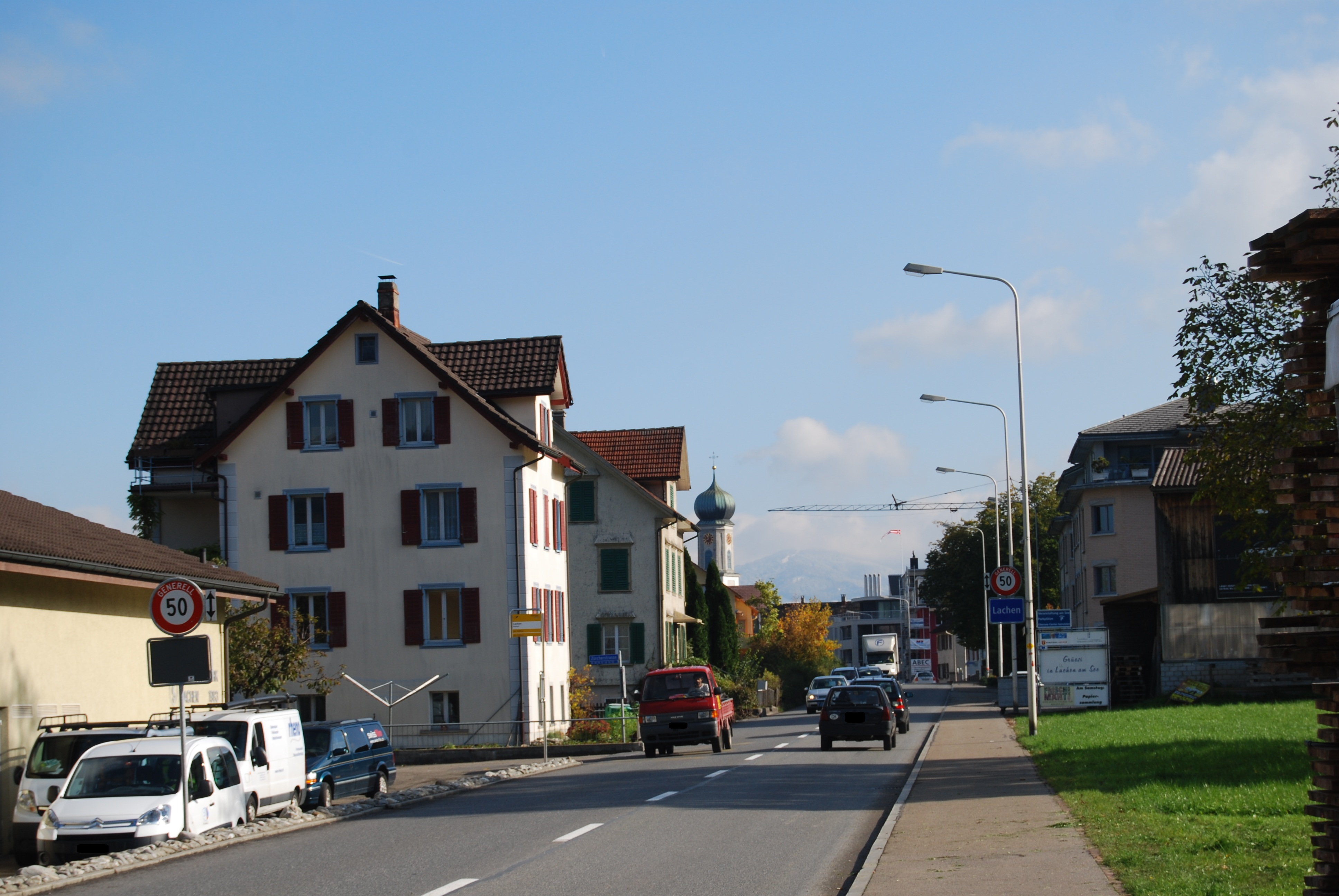
Dorfeingang von Lachen, von Altendorf her kommend (2010)
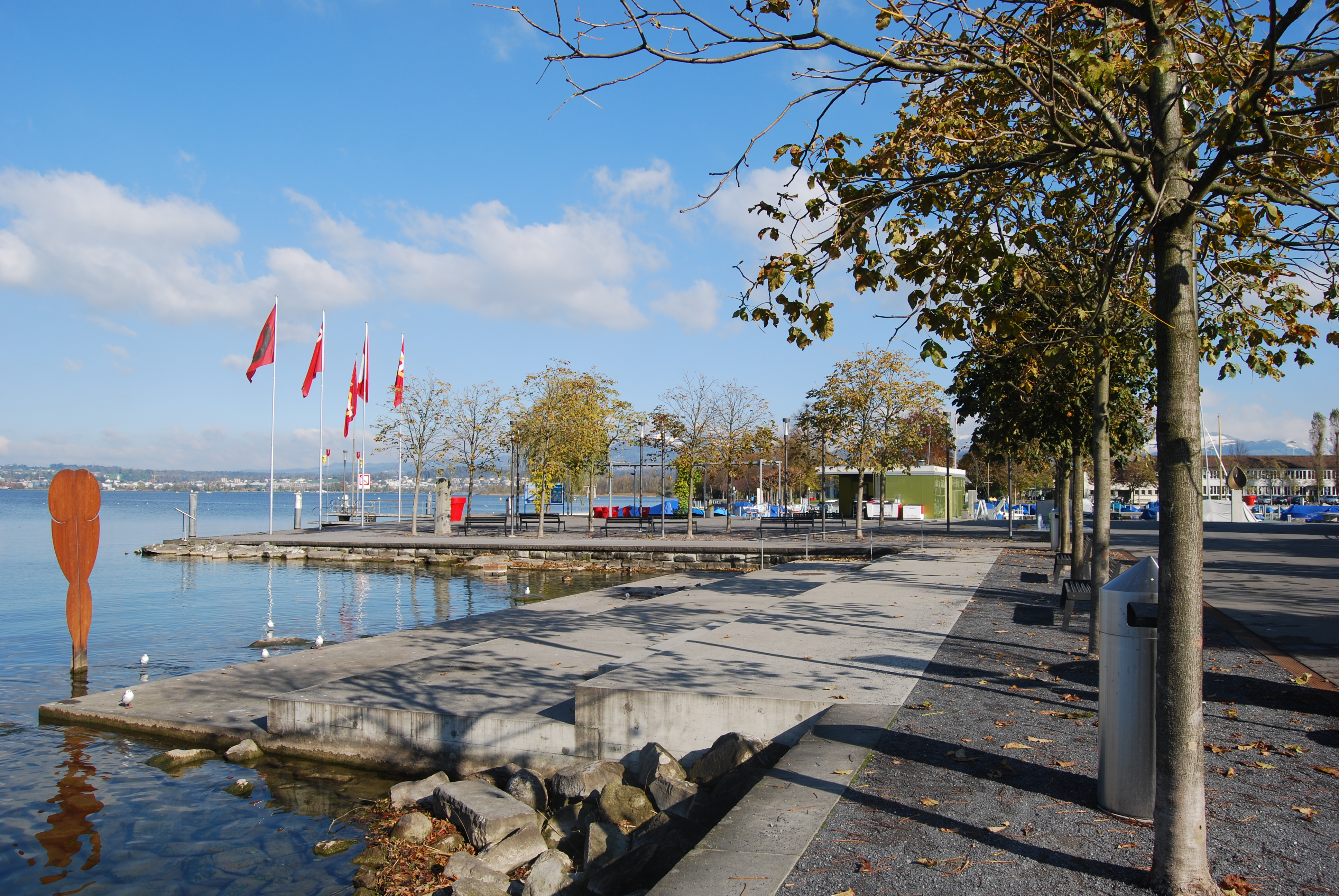
Seeufer in Lachen (2010)
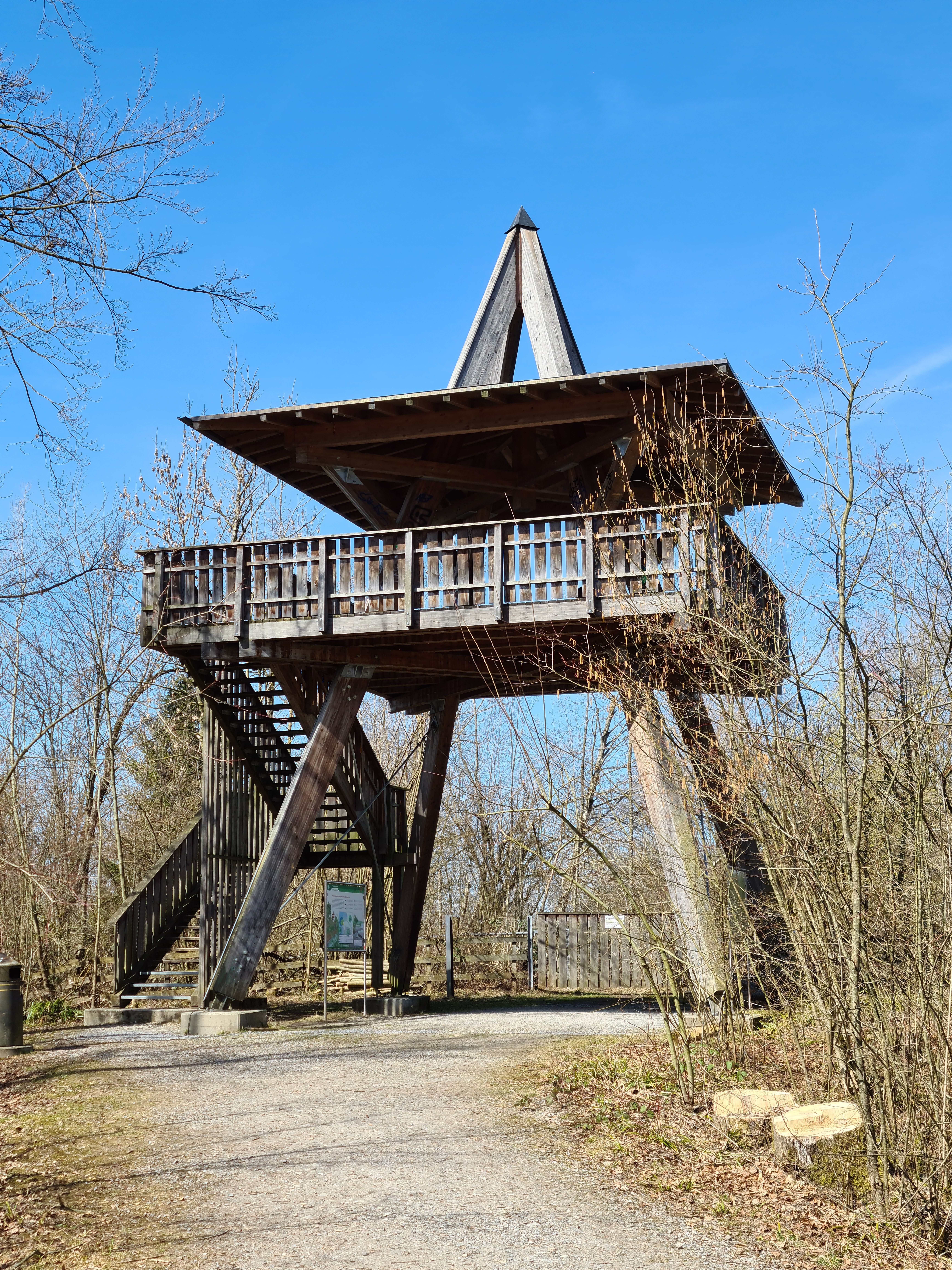
Aahornturm (2021)
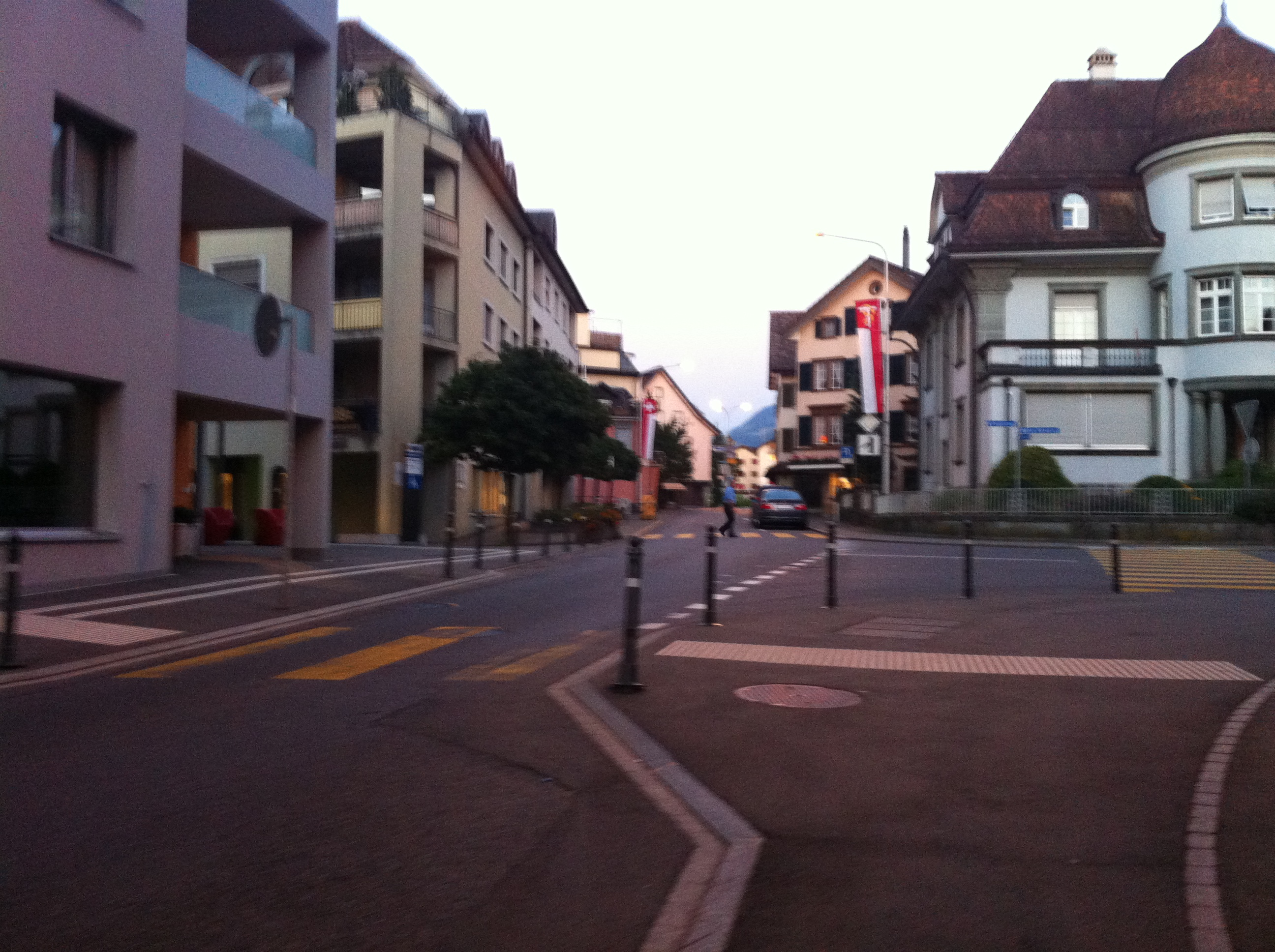
Herrengasse im Zentrum (2012)
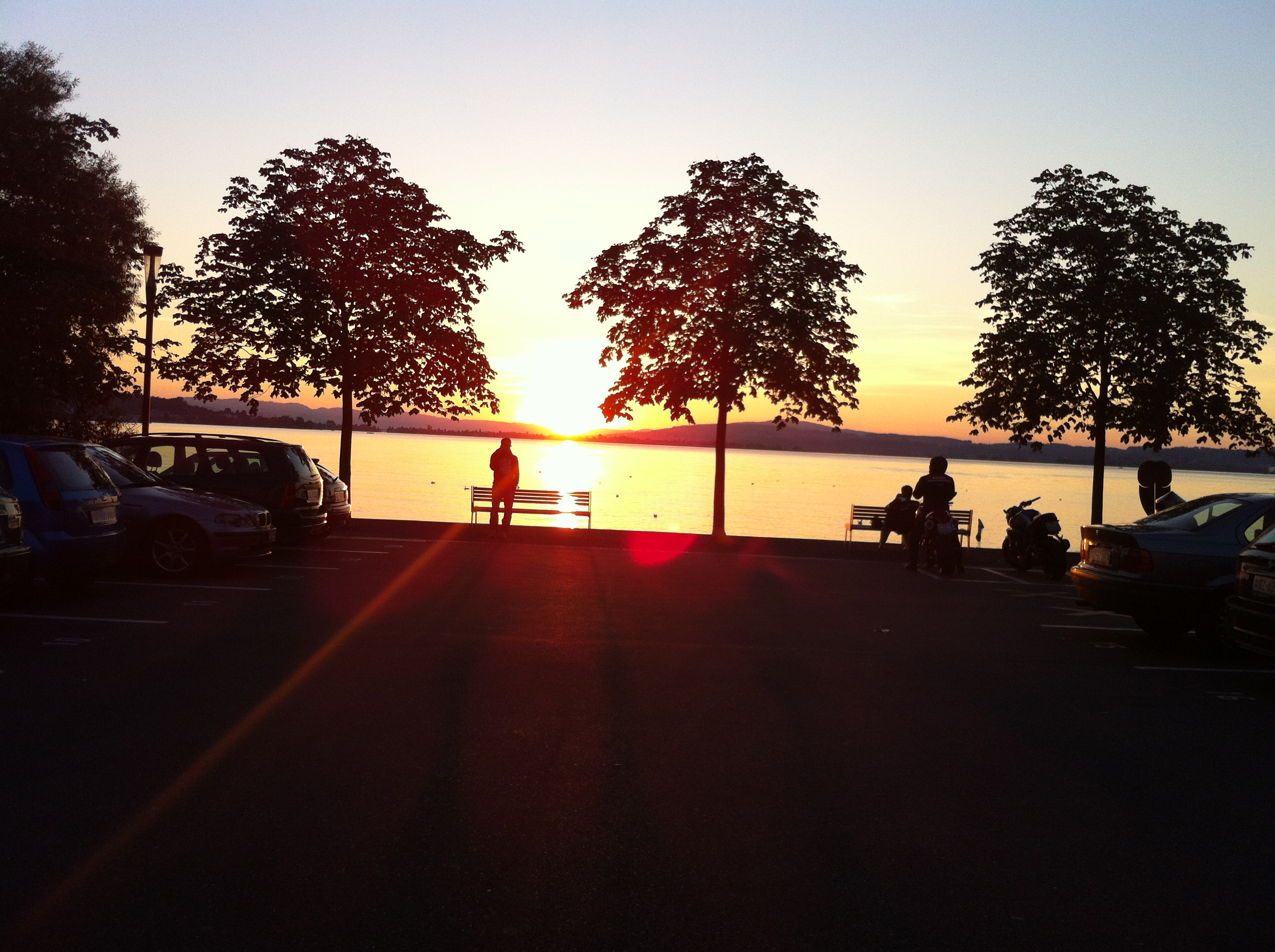
Sonnenuntergang am See (2012)
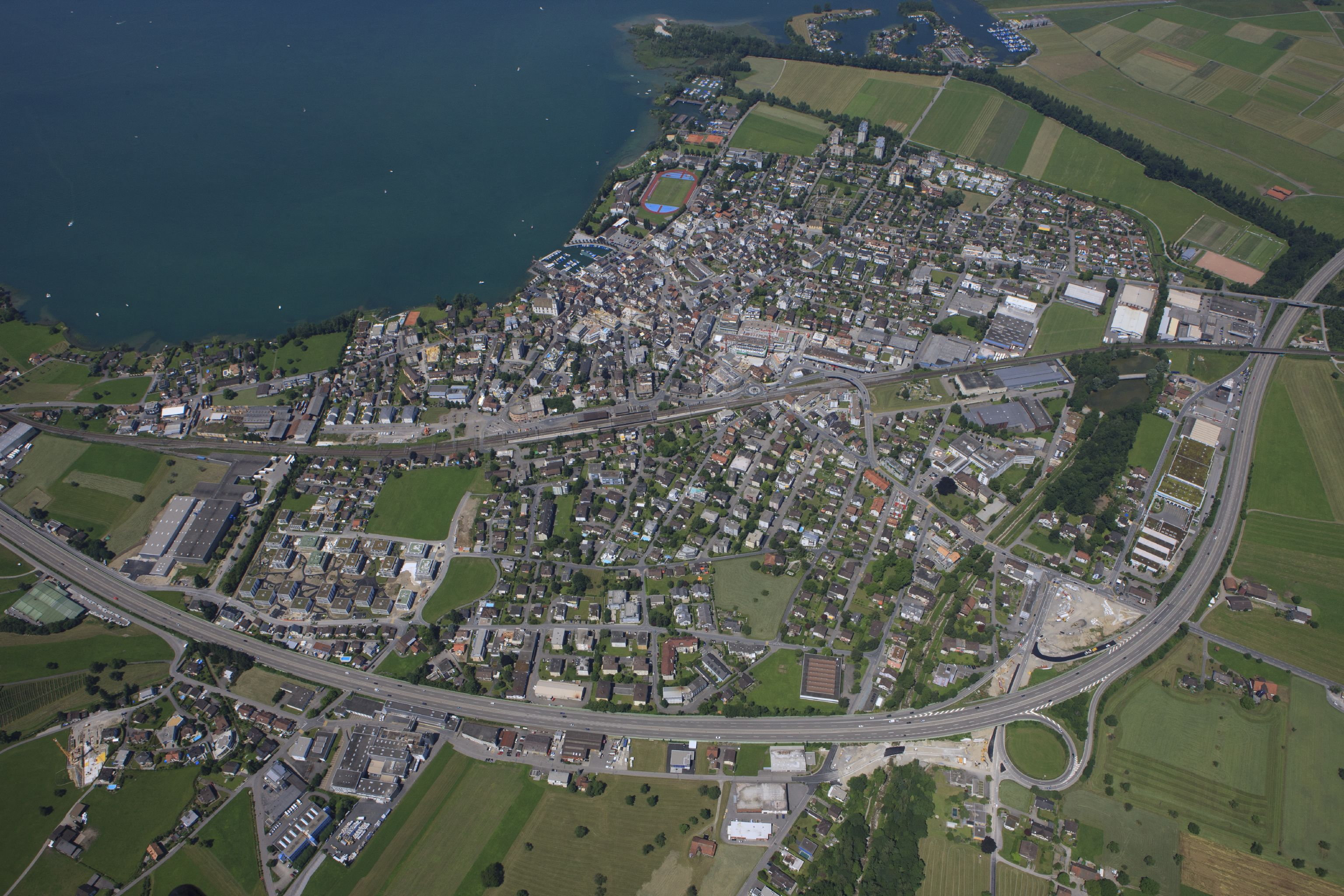
Luftbild (2008)